# Fagraea carnosa
Fagraea carnosa är en gentianaväxtart som beskrevs av William Jack. Fagraea carnosa ingår i släktet Fagraea och familjen gentianaväxter. Inga underarter finns listade i Catalogue of Life.